# Меша Селимовић
Мехмед Меша Селимовић (Тузла, 26. април 1910 — Београд, 11. јул 1982) био је југословенски и српски писац, универзитетски професор, сценариста и академик. Селимовић је за себе говорио да је Србин муслиманског порекла и стварао је на српскохрватскоме говорном подручју у другој половини 20. века.

## Биографија
Његови ближи преци су из Билеће, а пореклом су из Врањске на граници Херцеговине и Црне Горе, од дробњачког братства Вујовића. У својој књизи сећања пише за оца Алију: „Није био религиозан, а по националном осећању био је Србин, и знао је за неразговијетно породично предање…”
У вези са својим националним опредељењем — српством, Селимовић је једном приликом рекао: Србин је славно бити али и скупо. Мислио је на све оне муке и перипетије кроз које је прошао, да би остао веран себи и свом идентитету. Свој циљ је формално постигао тек 1972. године, када је његов роман Дервиш и смрт изашао у Београду у едицији „Српска књижевност у 100 књига”, под бројем 95.

У својој књизи Пријатељи Добрица Ћосић, на сто осамдесет осмој страни, преноси део тестаменталног писма Меше Селимовића Српској академији наука и уметности из 1976. Селимовић пише: 
Потичем из муслиманске породице, по националности сам Србин. Припадам српској литератури, док књижевно стваралаштво у Босни и Херцеговини, коме такође припадам, сматрам само завичајним књижевним центром, а не посебном књижевношћу српскохрватског књижевног језика. Једнако поштујем своје порекло и своје опредељење, јер сам везан за све што је одредило моју личност и мој рад. Сваки покушај да се то раздваја, у било какве сврхе, сматрао бих злоупотребом свог основног права загарантованог Уставом. Припадам, дакле, нацији и књижевности Вука, Матавуља, Стевана Сремца, Борисава Станковића, Петра Кочића, Иве Андрића, а своје најдубље сродство са њима немам потребу да доказујем. Знали су то, уосталом, и чланови уређивачког одбора едиције 'Српска књижевност у сто књига', који су такође чланови Српске академије наука и уметности, и са мном су заједно у одељењу језика и књижевности: Младен Лесковац, Душан Матић, Војислав Ђурић и Бошко Петровић. Није зато случајно што ово писмо упућујем Српској академији наука и уметности са изричитим захтјевом да се оно сматра пуноважним биографским податком.
Имао је два брата, Теуфика и Шефкију. У родном граду завршио је основну школу и гимназију. Године 1930. уписао се на студијску групу српскохрватски језик и југословенска књижевност Филозофског факултета у Београду. Дипломирао је 1934. године, а од 1935. до 1941. године ради као професор Грађанске школе, а потом је 1936. године постављен за суплента у Реалној гимназији у Тузли.
Прве две године рата живео је у Тузли, где је био ухапшен због сарадње са Народноослободилачким покретом, а у мају 1943. године прешао је на ослобођену територију. Тада је постао члан Комунистичке партије Југославије и члан Агитпроп-а за источну Босну, потом је био политички комесар Тузланског партизанског одреда.
Године 1944. прешао је у Београд, где је обављао значајне политичке и културне функције. Од 1947. године живео је у Сарајеву и радио као: професор Више педагошке школе, доцент Филозофског факултета, уметнички директор „Босна-филма”, директор драме Народног позоришта, главни уредник ИП „Свјетлост” и председник Савеза књижевника Југославије.
Пензионисан је 1971. године, а у Београд се преселио јануара 1973. Селимовићу је за живота пребацивано што је одабрао Београд, Србе и српску књижевност као своје.
Био је редовни члан Српске академије наука и уметности и АНУБиХ. Уврштен је у књигу 100 најзнаменитијих Срба.
Званични органи СР Босне и Херцеговине су након Селимовићеве смрти затражили да се његов леш пребаци у Сарајево и да тамо буде покопан. Такве захтеве је Добрица Ћосић окарактерисао као националну и националистичку употребу леша, у служби бошњачке идеологије.

## Лични живот
Женио се два пута; са првом супругом Десанком имао је ћерку Слободанку, а са другом супругом Дарославом Дарком Божић, ћерком и удовицом официра ЈВуО, имао је две кћерке. Умро је 11. јула 1982. у Београду. Сахрањен је у Алеји заслужних грађана на Новом гробљу у Београду.
Добрица Ћосић је био пријатељ са Мешом Селимовићем и међу реткима је прочитао рукопис романа Дервиш и смрт.

## Дела
После прве књиге, збирке приповедака Прва чета (1950), с темом из НОБ-а, објављује роман Тишине (1961). Следе књиге, збирка приповедака Туђа земља (1962) и кратки поетски роман Магла и мјесечина (1965).
Дервиш и смрт (1966) критика је одмах одушевљено поздравила као изузетно дело. Овај роман је написан као реакција на тадашњи Титов режим који се врло често обрачунавао са политичким осуђеницима. И сам Мешин брат Шефкија био је у родној Тузли ухапшен, осуђен на смрт и покопан на непознатом месту, што је био додатни ако не и главни мотив за настанак овог романа. Радња романа збива се у 18. веку у неком месту у Босни. Главни јунак је Ахмед Нурудин, дервиш мевлевијског реда. То је дело снажне мисаоне концентрације, писано у исповедном тону, монолошки, с изванредним уметничким надахнућем, повезује древну мудрост с модерним мисаоним немирима. Оно почиње од религиозних истина као облика догматског мишљења да би дошло до човекове вечне упитаности пред светом, до спознаје патње и страха као неизбежних пратилаца људског живљења. Књигу је посветио супрузи Дарки, која му је цели живот била верни пратилац, пријатељ и подршка. Борислав Михајловић Михиз је роман Дервиш и смрт описао као ремек-дело и чудо.
Писци из Босне и Херцеговине предложили су да се Селимовић овим романом кандидује за Нобелову награду за књижевност.
Роман Тврђава (1970) враћа нас у још дубљу прошлост, у 17. век. Тврђава је ту и стварност и симбол, а као симбол она је „сваки човјек, свака заједница, свака идеологија” затворена у саму себе. Излазак из тврђаве истовремено је улазак у живот, у хаотичну стварност света, почетак индивидуалног развитка, отварање могућности сусрета с другима и упознавања истинских људских вредности. Као и претходни роман, и Тврђава је испуњена вером у љубав, која је схваћена као мост што спаја људе, без обзира на различитост уверења, цивилизација и идеологија.
Након романа Острво (1974) који обрађује теме из савременог живота, следе Дјевојка црвене косе, Писци, мишљења и разговори, За и против Вука, Круг и Сјећања (1976). Последње дело је аутобиографско. У њему Селимовић описује многе важне догађаје и личности које су утицале на његов живот и оставиле неизбрисив траг.

## Признања и награде
- Почасни доктор Сарајевског универзитета, 1971.
- НИН-ова награда, за роман Дервиш и смрт, 1967.
- Награда „Иван Горан Ковачић”, за роман Дервиш и смрт, 1967.
- Његошева награда, за роман Дервиш и смрт, 1969.
- Двадесетседмојулска СРБиХ
- Награда АВНОЈ-а, 1970.
- БИГЗ-ова награда (почасна), за роман Круг, 1984.
- Награда Народне библиотеке Србије за најчитанију књигу године, за роман Круг, 1984.

## Дела
- Увријеђени човјек (1947)
- Прва чета (1950)
- Туђа земља (1957)
- Ноћ и јутра (филмски сценарио) (1958)
- Тишине (1961)
- Магла и мјесечина (1965)
- Есеји и огледи (1966)
- Дервиш и смрт (1966)
- За и против Вука (1967)
- Тврђава (1970)
- Острво (1974)
- Сјећања (1976)
- Круг (1983)